# Katja Snoeijs
Katja Snoeijs, née le 31 août 1996 à Amsterdam, est une footballeuse internationale néerlandaise évoluant au poste d'attaquante.

## Biographie

### Carrière en club
Katja Snoeijs commence sa carrière de haut niveau au SC Telstar VVNH à Velsen en 2015. Elle est sacrée meilleure buteuse de l'Eredivisie lors de la saison 2016-2017 avec 21 buts. La saison suivante, le Telstar est délocalisé à Alkmaar et devient le VV Alkmaar. À cette occasion, elle améliore son record et compte 25 réalisations après 25 matchs joués.
Elle est alors repérée par le PSV Eindhoven et s'y engage à l'été 2018. Elle continue sur sa lancée et marque 20 buts lors de la saison 2018-2019. La saison suivante, elle compte 13 buts en 12 rencontres disputées, avant l'arrêt du championnat dû au Covid-19, et permet au PSV de terminer premier du championnat. En juin 2020, elle signe en France aux Girondins de Bordeaux pour deux ans.

### Carrière internationale
Katja Snoeijs est appelée en sélection U23 en 2019, elle marque deux buts en deux matchs. Appelée pour la première fois en équipe nationale des Pays-Bas en 2018, Katja Snoeijs ne compte sa première sélection que l'année suivante face à la Turquie. Elle inscrit son premier but face à l'Estonie (7-0) le 23 octobre 2020, et un triplé cinq jours plus tard contre le Kosovo (6-0).

## Statistiques
| Saison                | Club                  | Championnat           | Championnat | Championnat | Coupe(s) nationale(s) | Coupe(s) nationale(s) | Total | Total |
| Saison                | Club                  | Division              | M.          | B.          | M.                    | B.                    | M.    | B.    |
| 2015-2016             | SC Telstar VVNH       | Eredivisie            | 21          | 7           |                       |                       | 21    | 7     |
| 2016-2017             | SC Telstar VVNH       | Eredivisie            | 24          | 21          |                       |                       | 24    | 21    |
| 2017-2018             | VV Alkmaar            | Eredivisie            | 25          | 25          |                       |                       | 25    | 25    |
| Sous-total            | Sous-total            | Sous-total            | 70          | 53          |                       |                       | 70    | 53    |
| 2018-2019             | PSV Eindhoven         | Eredivisie            | 24          | 20          |                       |                       | 24    | 20    |
| 2019-2020             | PSV Eindhoven         | Eredivisie            | 12          | 13          |                       |                       | 12    | 13    |
| Sous-total            | Sous-total            | Sous-total            | 36          | 33          |                       |                       | 36    | 33    |
| 2019-2020             | Girondins de Bordeaux | Division 1            | -           | -           | 1                     | 0                     | 1     | 0     |
| 2020-2021             | Girondins de Bordeaux | Division 1            | 13          | 5           | 1                     | 2                     | 14    | 7     |
| Sous-total            | Sous-total            | Sous-total            | 13          | 5           | 2                     | 2                     | 15    | 7     |
| Total sur la carrière | Total sur la carrière | Total sur la carrière | 119         | 91          | 2                     | 2                     | 121   | 93    |